# 丹尼尔·特伦顿
丹尼尔·特伦顿（英語：Daniel Trenton，1977年3月1日—），澳大利亚男子跆拳道运动员。他曾代表澳大利亚参加2000年和2004年夏季奥林匹克运动会跆拳道比赛，其中2000年奥运会获得一枚银牌。